# Alex Ifeanyichukwu Ekwueme
Alexander Ifeanyichukwu Ekwueme GCON, né le 21 octobre 1932 et mort le 19 novembre 2017, a été le premier vice-président élu du Nigeria de 1979 à 1983 pendant la deuxième république nigériane (en) sous le président Shehu Shagari en tant que membre du Parti national du Nigeria (en) (NPN).

## Biographie

### Enfance et formation
Alex Ekwueme est né de parents Igbos dans la ville d'Oko (en), dans l'actuel État d'Anambra, le 21 octobre 1932,.
Ekwueme effectue ses années d'école primaire à l'école centrale anglicane de St John, à Ekwulobia, puis il entre au King's College (en) de Lagos,. Il est un des premiers Nigérians lauréat de la bourse Fulbright (États-Unis), il se rend dans ce pays et suit les cours de l'Université de Washington où il obtient un baccalauréat en architecture et en urbanisme,.
Il obtient ensuite une maîtrise en urbanisme. Le Dr Ekwueme a également obtenu des diplômes en sociologie, histoire, philosophie et droit de l'Université de Londres,. Il a ensuite obtenu un doctorat en architecture de l'Université de Strathclyde, avant d'obtenir le diplôme BL (avec distinction) de la École de droit nigériane (en),.

### Début de carrière
Ekwueme a été un architecte distingué. Il commence sa carrière professionnelle en tant qu'assistant architecte au sein d'un cabinet basé à Seattle, Leo A. Daly and Associates, puis au sein du cabinet londonien Nickson and Partners. À son retour au Nigéria, il a rejoint ESSO Afrique de l'Ouest à Lagos, supervisant le département Construction et Maintenance.
Il crée ensuite son propre cabinet - Ekwueme Associates, Architects and Town Planners, le premier cabinet d'architecture autochtone au Nigeria. Son cabinet a prospéré avec 16 bureaux répartis dans tout le Nigéria et a été liquidée en vue de l'entrée en fonction du Dr Ekwueme en tant que premier vice-président exécutif du Nigéria. Le Dr Ekwueme avait présidé l'Institut nigérian des architectes et le Conseil d'enregistrement des architectes du Nigéria. Il a été président du conseil d'administration de l'Institut nigérian des architectes.
Il est activement impliqué dans le développement socio-économique de sa communauté. En plus de ses nombreux rôles de service public, le Dr Ekwueme a lancé un fonds d'affectation spéciale pour l'éducation qui a été chargé de parrainer l'éducation de plusieurs centaines de jeunes dans des universités au Nigeria et à l'étranger. Le Dr Ekwueme a été membre du sous-comité du logement de la Commission de révision des salaires et traitements d'Adebo dès 1971,. Dès la création de l'État d'Anambra en 1976, il siège au conseil d'administration de l'Anambra State Housing Development Authority, poste de premier plan national.

### Vice-président du Nigeria
Ekwueme a été le premier vice-président élu du Nigéria de 1979 à 1983 pendant la deuxième République nigériane sous le président Shehu Shagari en tant que membre du Parti national du peuple (NPN).

### Suite de sa carrière
En 1995, Ekwueme participe à la Conférence constitutionnelle nationale (NCC) de 1995 à Abuja, où il a siégé au Comité sur la structure et le cadre de la Constitution. Ses propositions au NCC pour un partage juste et équitable du pouvoir au Nigeria sur la base des six zones géopolitiques sont désormais acceptées comme nécessaires au maintien d'une politique nigériane stable. Alex Ekwueme a mobilisé le groupe de 34 éminents Nigérians qui ont risqué leur vie pour se dresser contre la dictature du général Sani Abacha à l'époque du régime militaire au Nigeria. Il a été le président fondateur du NPN et le premier président du conseil d'administration du parti. Le Dr Ekwueme était considéré comme un philanthrope prolifique, un fonctionnaire et un homme de paix.

Il a été membre du conseil d'administration du Forum des fédérations basé au Canada. Il a également été membre du Conseil des sages de la Communauté économique des États de l'Afrique de l'Ouest (CEDEAO). Le Dr Ekwueme a été le chef de l'équipe réunie par le National Democratic Institute (NDI) pour la surveillance préélectorale des élections législatives au Zimbabwe en 2000. Il est le chef de l'équipe d'observateurs de l'Organisation de l'unité africaine (OUA) à l'élection présidentielle et parlementaire tanzanienne en 2000. En 2005, il est le co-responsable de l'équipe d'observateur internationaux réunis par la NDI et le Centre Carter pour la surveillance du premier tour des élections du Liberia,. Plus récemment, le Dr Ekwueme a été appelé par le parti au pouvoir au Nigeria à diriger le Comité de réconciliation à la suite de discordes intra-parti et après la récente élection présidentielle.

### Décès et obsèques nationales
Il est décédé à 22h00 le dimanche 19 novembre 2017 dans une clinique de Londres. Il a dû y être transporté par avion après sa rechute dans le coma dans lequel il s'est retrouvé à la suite de sa chute dans sa résidence d'Enugu. Un comité a été réuni pour organiser des obsèques nationales qui se sont déroulées du 19 janvier au 2 février 2018, jour des funérailles à Oko avec des cérémonies avec le cercueil dans différentes villes importantes de sa carrière et du Nigeria,.

## Titres et distinctions
Ekwueme était l'Ide du royaume d'Oko dans l'État d'Anambra, où son frère cadet, le professeur Lazarus Ekwueme (en), règne en tant que dirigeant traditionnel.
Il a également été honoré par le conseil des dirigeants traditionnels de l'ancienne Aguata  de la zone de gouvernement local d'Aguata dans l'État d'Anambra comprenant quarante-quatre villes,. Il a été honoré de l'Ordre de la République de Guinée et au Nigéria, de la deuxième plus haute distinction nationale de Grand Commandeur de l'Ordre du Niger (GCON). Le Dr Ekwueme était le bienfaiteur et le patron de la "Fondation Alex Ekwueme". L'Université Alex Ekwueme, Abakaliki, État d'Ebonyi prend son nom à sa mort,, ce qui est le cas aussi de nombreuses rues et édifices publicsdans diverses villes (à Enugu, à Jabi, à Awa, un square à Awka).

Le vice-président Yemi Osinbajo a décrit feu l'ancien vice-président Alex Ekwueme comme intrépide et un exemple d'intégrité, déclarant : 

« En tant que vice-président, il a donné un excellent exemple de loyauté, de discipline, d'esprit d'équipe et de fidélité à la nation. Il était intrépide et avec le courage de ses convictions, il a dirigé le G-34, le groupe d'éminents Nigérians qui ont affronté la dictature militaire dans ses jours les plus sombres et les plus effrayants de l'histoire du Nigeria. Il a contribué de manière significative au retour de la démocratie en 1999 »

.